# Alfred Huggenberger
Alfred Huggenberger, född 26 december 1867, död 14 februari 1960, var en schweizisk författare.
Alfred Huggenberger föddes i ett bondehem och var själv bonde. Han hämtade motiv tysk-schweiziskt bygdeliv för diktsamlingar som Hinterm Pflug (1908), Die Stille der Felder (1913), Wenn der Märzwind weht (1920), Öppis us em Gwunderchratte (1923), samt noveller som Dorfgenossen (1914), Die heimliche Macht (1919), Der Kampf mit dem Leben (1926), Liebe Frauen (1929) och romaner som Die Bauern von Steig (1912), Die Geschichte des Heinirich Lentz (1916) och Die Frauen von Siebenacker (1925). Huggenberger skrev även uppskattade lustspel på landsmål. Die Brunnen der Heimat (1928) är en självbiografisk skildring.